# Лунго
Еспресо-лунго (італ. Lungo — довгий) — кавовий напій, зроблений за допомогою еспресо-машини за аналогією з еспресо, але з набагато більшою кількістю води.
Звичайний еспресо готується від 18 до 30 секунд і має обсяг від 25 до 30 мілілітрів, в той час як приготування лунго може зайняти до однієї хвилини, і має обсяг близько 50 мілілітрів. При цьому бариста не зупиняє еспресо-машину приблизно хвилину, щоб отримати лунго. Гаряча вода з машини весь час проходить крізь каву, продовжуючи екстракцію за рахунок температури.

## Аналогічні напої
Не варто плутати еспресо-лунго з американо (в якому гаряча вода додається в еспресо) або лонг блек (в ньому еспресо наливається в чашку з гарячою водою). В еспресо-лунго вся вода вариться з кавовою масою.

## Смакові властивості
Смак еспресо-лунго менш насичений, але більш гіркий порівняно з еспресо. Це пов'язано з тим, що додатковий обсяг гарячої води, що проходить через мелену каву, витягує компоненти, які зазвичай залишаються нерозчиненими і не потрапляють у напій. Лунго також містить у собі більше кофеїну, ніж еспресо.